# کن ویلبر
کن ویلبر (انگلیسی: Ken Wilber؛ زادهٔ ۳۱ ژانویهٔ ۱۹۴۹) یک مؤلف اهل ایالات متحده آمریکا که دربارهٔ روانشناسی، فلسفه، عرفان، بوم‌شناسی و تکامل معنوی می‌نویسد.